# Circuito callejero de Bakú
El Circuito callejero de Bakú (en azerí: Bakı Şəhər Halqası, en inglés: Baku City Circuit) es un circuito urbano  de carreras construido en la ciudad de Bakú, Azerbaiyán, en el Baku Boulevard. Acogió el Gran Premio de Europa de 2016 de Fórmula 1. A partir del 2017, la FIA, luego de ver los buenos resultados obtenidos en el circuito callejero de Bakú, ha concedido el cambio de la denominación de Gran Premio de Europa para que a partir de 2017 se dispute como Gran Premio de Azerbaiyán.

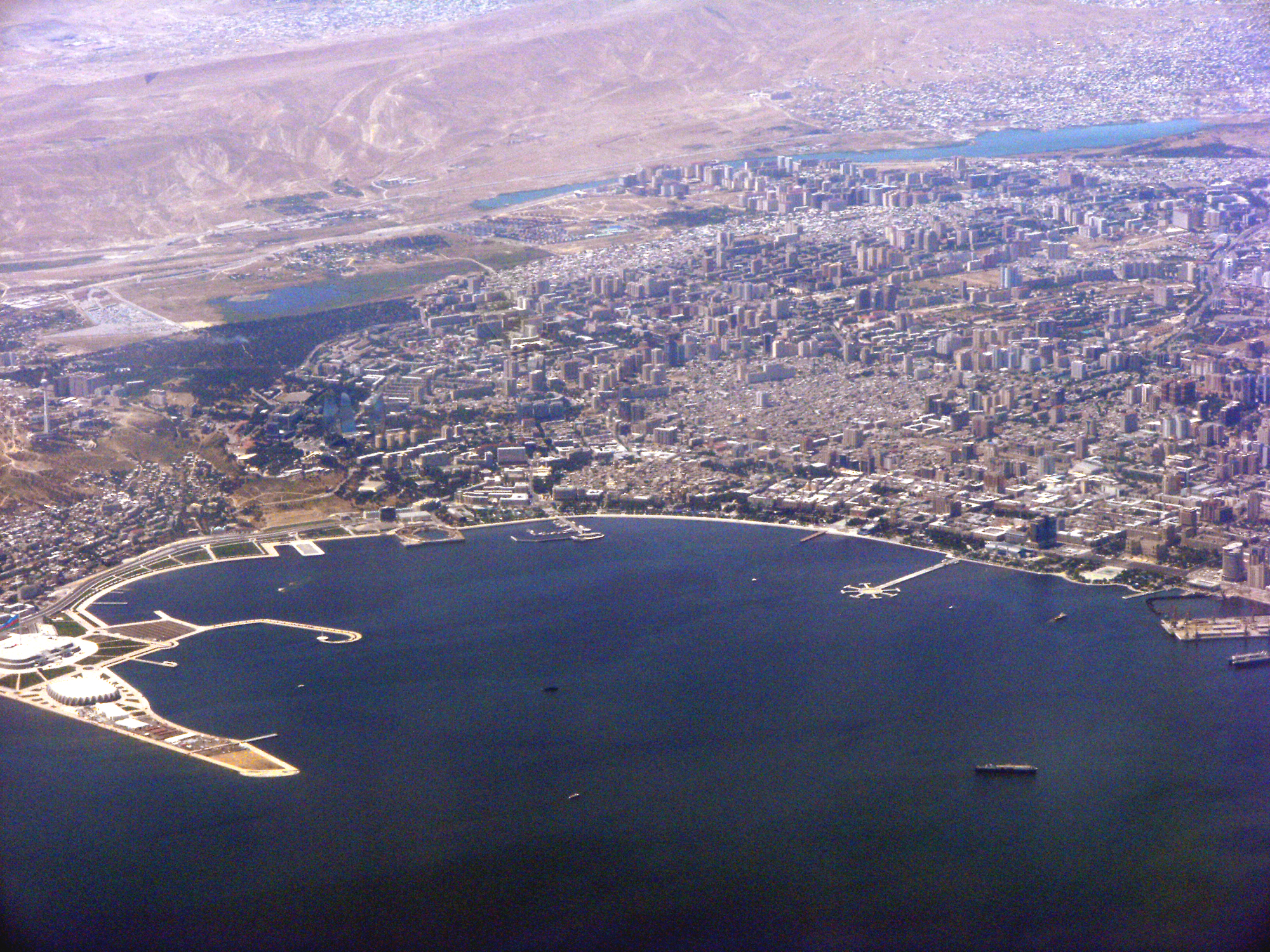
Región de la Ciudad de Bakú donde se encuentra el trazado.

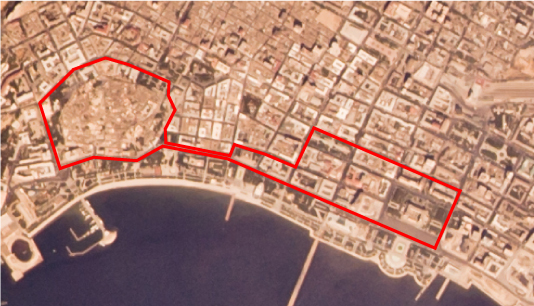
Aerofotografía del circuito.

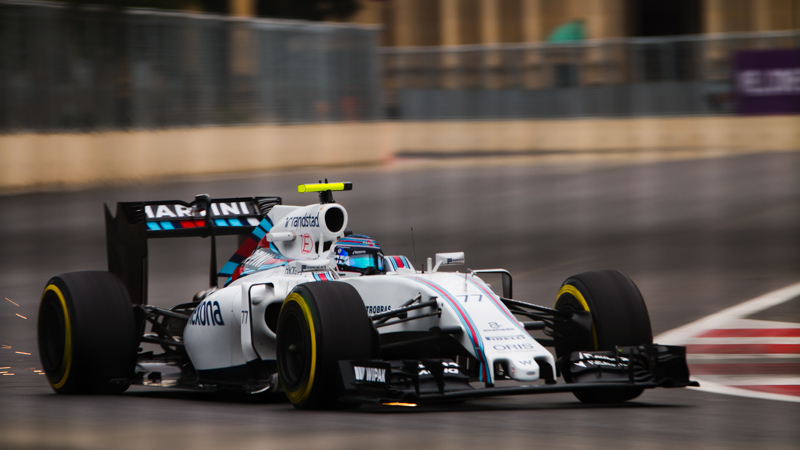
Valtteri Bottas en el Gran Premio de Europa de 2016.

## Historia

### Antecedentes: City Challenge y World Challenge
En 2012, Bakú albergó el City Challenge Baku, una carrera de gran turismos de la clase GT3 realizada alrededor de la Casa de Gobierno.
En la ciudad se disputó la fecha final del Campeonato FIA GT de 2013 y la Blancpain Sprint Series de 2014, en esta ocasión en un trazado cerca de la Plaza de la bandera nacional.

### Desarrollo
En diciembre de 2013, el presidente y dueño de la Fórmula 1 Bernie Ecclestone anunció la disputa de una carrera en Azerbaiyán, y sugirió que la carrera se celebraría en 2016, pero más tarde dijo que los organizadores del Gran Premio de Corea estaban en incumplimiento de contrato, se había trasladado su organización en 2015. Sin embargo, en julio de 2014 se anunció que el debut de la carrera sería oficialmente en 2016.

### Construcción y diseño
El trazado del circuito fue diseñado por el arquitecto Hermann Tilke y utiliza la plaza Azadliq, la Avenida Neftchilar, parte de la Casa de Gobierno y la Torre de la Doncella, lugares de interés turístico de la ciudad para la carrera.

## Ganadores

### Campeonato de Fórmula 2 de la FIA
| Año  | Piloto            | Escudería         | Fecha            | Resultados |
| ---- | ----------------- | ----------------- | ---------------- | ---------- |
| 2017 | Charles Leclerc   | PREMA Racing      | 24 de junio      | Resultados |
| 2017 | Norman Nato       | Pertamina Arden   | 25 de junio      | Resultados |
| 2018 | Alexander Albon   | DAMS              | 28 de abril      | Resultados |
| 2018 | George Russell    | ART Grand Prix    | 29 de abril      | Resultados |
| 2019 | Jack Aitken       | Campos Racing     | 27 de abril      | Resultados |
| 2019 | Nicholas Latifi   | DAMS              | 28 de abril      | Resultados |
| 2021 | Robert Shwartzman | PREMA Racing      | 5 de junio       | Resultados |
| 2021 | Jüri Vips         | Hitech Grand Prix | 5 de junio       | Resultados |
| 2021 | Jüri Vips         | Hitech Grand Prix | 6 de junio       | Resultados |
| 2022 | Frederik Vesti    | ART Grand Prix    | 11 de junio      | Resultados |
| 2022 | Dennis Hauger     | PREMA Racing      | 12 de junio      | Resultados |
| 2023 | Oliver Bearman    | PREMA Racing      | 29 de abril      | Resultados |
| 2023 | Oliver Bearman    | PREMA Racing      | 30 de abril      | Resultados |
| 2024 | Joshua Dürksen    | AIX Racing        | 14 de septiembre | Resultados |
| 2024 | Richard Verschoor | Trident           | 15 de septiembre | Resultados |